# 1899-es magyar úszóbajnokság
Az 1899-es magyar úszóbajnokság versenyszámait július 30-án rendezték meg Siófok.

## Eredmények

### Férfiak
| Versenyszám            | Arany             | Arany   | Ezüst             | Ezüst  | Bronz            | Bronz  |
| ---------------------- | ----------------- | ------- | ----------------- | ------ | ---------------- | ------ |
| 100 yard gyorsúszás    | Sugár Elemér MUE  | 1:08,6  | Halmay Zoltán MUE | 1:09,2 | Gräfl Károly MUE | 1:09,4 |
| 1 mérföldes gyorsúszás | Halmay Zoltán MUE | 32:09,8 | Gräfl Károly MUE  |        |                  |        |